# Kölesd
Kölesd község Tolna vármegyében, a Szekszárdi járásban.

## Fekvése
Kölesd a Sió és Sárvíz mellett, Pakstól és Szekszárdtól egyaránt 25 kilométerre fekszik, a Tolnai-Hegyhát keleti oldalán. Központján észak-déli irányban a Harc-Simontornya közti 6317-es út halad végig, Pakssal a 6233-as út, Gyönkkel és Pincehellyel a 6313-as út, Borjád településrészét Kajdaccsal pedig a 6319-es út kapcsolja össze.
A település közelében, attól keletre húzódik a MÁV 46-os számú Sárbogárd–Bátaszék-vasútvonala, de a községhez legközelebb eső Kölesd-Alsótengelic megállóhely is csaknem 8 kilométerre található, Kajdacs megállóhely és Tengelic megállóhely között. A nagy távolság okán fokozatosan lecsökkent a személyforgalom, emiatt 2009. december 13. óta itt nem állnak meg a vonatok.

## Története
Már 3000 évvel ezelőtt virágzó városa volt itt a keltáknak. A Csont-hegy ormán állt tornyos váruk, városuk pedig a mocsaras vidéket szegélyező dombok oldalán terült el. Fontos átkelési pont volt Kölesd abban az időben, kereskedelmi és hadászati szempontból is központnak számított a vidéken. A Csont-hegy ormán lévő vár tornyairól a római korszak idején az ideözönlött pannonok culae-nak nevezték el a várromot, innen ered a község neve: Kölesd, ami tornyost jelent.
A honfoglalást követően a község őslakosságának zöme Árpád fejedelem korabeli besenyőtelepítés, akikhez magyarok, törökök, rácok és végül németek keveredtek idővel. Kölesd neve először a 13. században bukkan fel az írott forrásokban. A 14. században az Apar nemzetség, a 15. században pedig a Szerecseny család birtokolta. Jelentőségét mutatja, hogy a század folyamán számos ízben volt helyszíne a nemesi vármegye különféle gyűléseinek, 1490-ben pedig itt vívták meg a trón sorsát eldöntő csatájukat Corvin János és Kinizsi Pál seregei (ún. csontmezei csata). A több évszázados békés fejlődést a török hódítás akasztotta meg a 16. században.
Tolna megyét s vele Kölesdet az 1540-es évek első felében vette birtokba I. Szulejmán oszmán szultán. A hadak elvonultával viszonylag békés időszak következett, amely alatt még gyarapodott is a virágzó gabona- és szőlőtermelést folytató település népessége. A kettős adóztatás terheinek és a századvég kiújult küzdelmeinek hatására azonban a helység a 17. századra elnéptelenedett. Ismételt betelepítésére csupán a Rákóczi-szabadságharc után került sor. A szabadságharc egyik győztes csatáját éppen Kölesdnél vívták. 1708. szeptember 2-án a kölesdi csatában Béri Balogh Ádám kuruc serege itt ütött rajta a délvidéki szerbeken, akiknek serege az északnyugatról érkező Sigbert Heister vezette császáriakkal akart egyesülni. A kurucok az úgynevezett harchegyről a belaci mocsarakba szorították a szerbeket, majd a Sió-Sárvíz síkságán Szekszárd felé kergették a megvert ellenséget.
1938-ban Kistormást egyesítették Kölesddel. 1939-ig az egyesített község neve Tormáskölesd volt, ekkor Kölesdre változott. 1940-ben, Uzdborjád megszüntetésekor annak borjádi részét szintén Kölesdhez csatolták, és ma is hozzá tartozik. Kistormás azonban 1947-ben ismét önálló községgé alakult.

## Közélete

### Polgármesterei
- 1990–1994: Kocsis György (független)[5]
- 1994–1998: Kocsis György (független)[6]
- 1998–2002: Kocsis György (független)[7]
- 2002–2006: Kocsis György (független)[8]
- 2006–2010: Berényi István (független)[9]
- 2010–2014: Berényi István (független)[10]
- 2014–2019: Berényi István (Fidesz-KDNP)[11]
- 2019–2024: Greifenstein József (független)[12]
- 2024– : Greifenstein József (független)[1]

## Népesség
A település népességének változása:
| Lakosok száma | 1515 | 1496 | 1482 | 1449 | 1338 | 1322 | 1306 |
|               | 2013 | 2014 | 2015 | 2021 | 2022 | 2023 | 2024 |

A 2011-es népszámlálás során a lakosok 91%-a magyarnak, 1,6% cigánynak, 0,8% németnek, 0,2% románnak mondta magát (9% nem nyilatkozott; a kettős identitások miatt a végösszeg nagyobb lehet 100%-nál). A vallási megoszlás a következő volt: római katolikus 34,7%, református 18,8%, evangélikus 7,4%, görögkatolikus 0,2%, felekezeten kívüli 22,3% (15,6% nem nyilatkozott).
2022-ben a lakosság 91,6%-a vallotta magát magyarnak, 1,9% cigánynak, 0,3% németnek, 0,1-0,1% szerbnek, örménynek, ukránnak és románnak, 1% egyéb, nem hazai nemzetiségűnek (8,3% nem nyilatkozott; a kettős identitások miatt a végösszeg nagyobb lehet 100%-nál). Vallásuk szerint 21,4% volt római katolikus, 12,7% református, 5,3% evangélikus, 0,1% görög katolikus, 0,1% ortodox, 0,4% egyéb keresztény, 1,3% egyéb katolikus, 19% felekezeten kívüli (39,7% nem válaszolt).

## Nevezetességei
- Jeszenszky-kastély
- Sass-kúria (Borjád): Petőfi Sándor itt élő barátjánál, Sass Istvánnál vendégeskedett 1845. szeptember 26-tól október 5-ig. Néhány verset írt, közülük a legismertebbek A magyar nemes és A négyökrös szekér. Az épületet a 20. század elején lebontották. Az egykori ház udvarán az úgynevezett Borjádi méhesben kiállítás látható az itt tartózkodásának emlékére.
- Református templom
- Katolikus templom
- Evangélikus templom (felújítva 2003-ban).
- Söréttorony – a falutól körülbelül 4 kilométerre északra, Borjád közelében

## Híres emberek

### Itt született
- Scherer István (1861–1958) gyógypedagógus
- Sass István (1822–1891) orvos (az akkor még önálló Borjádon)

## Képtár

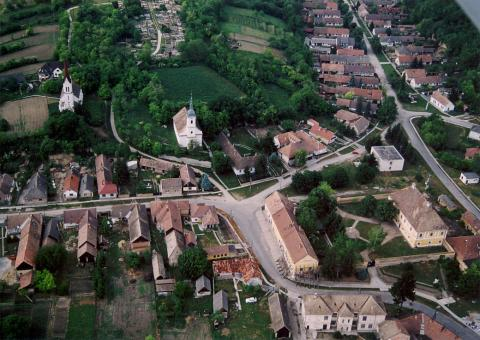
A falu központja légi felvételen
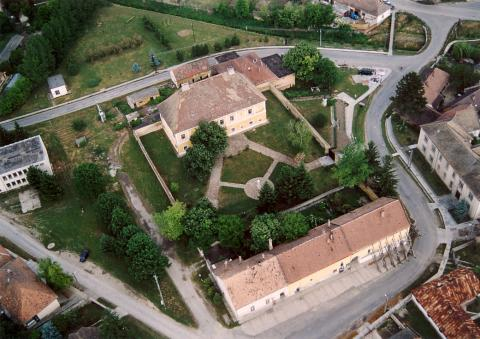
A kismegyeháza légi felvételen
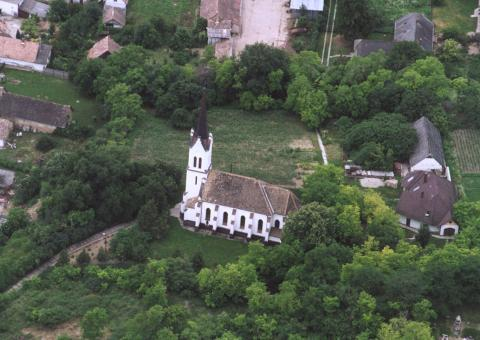
Az evangélikus templom légi felvételen
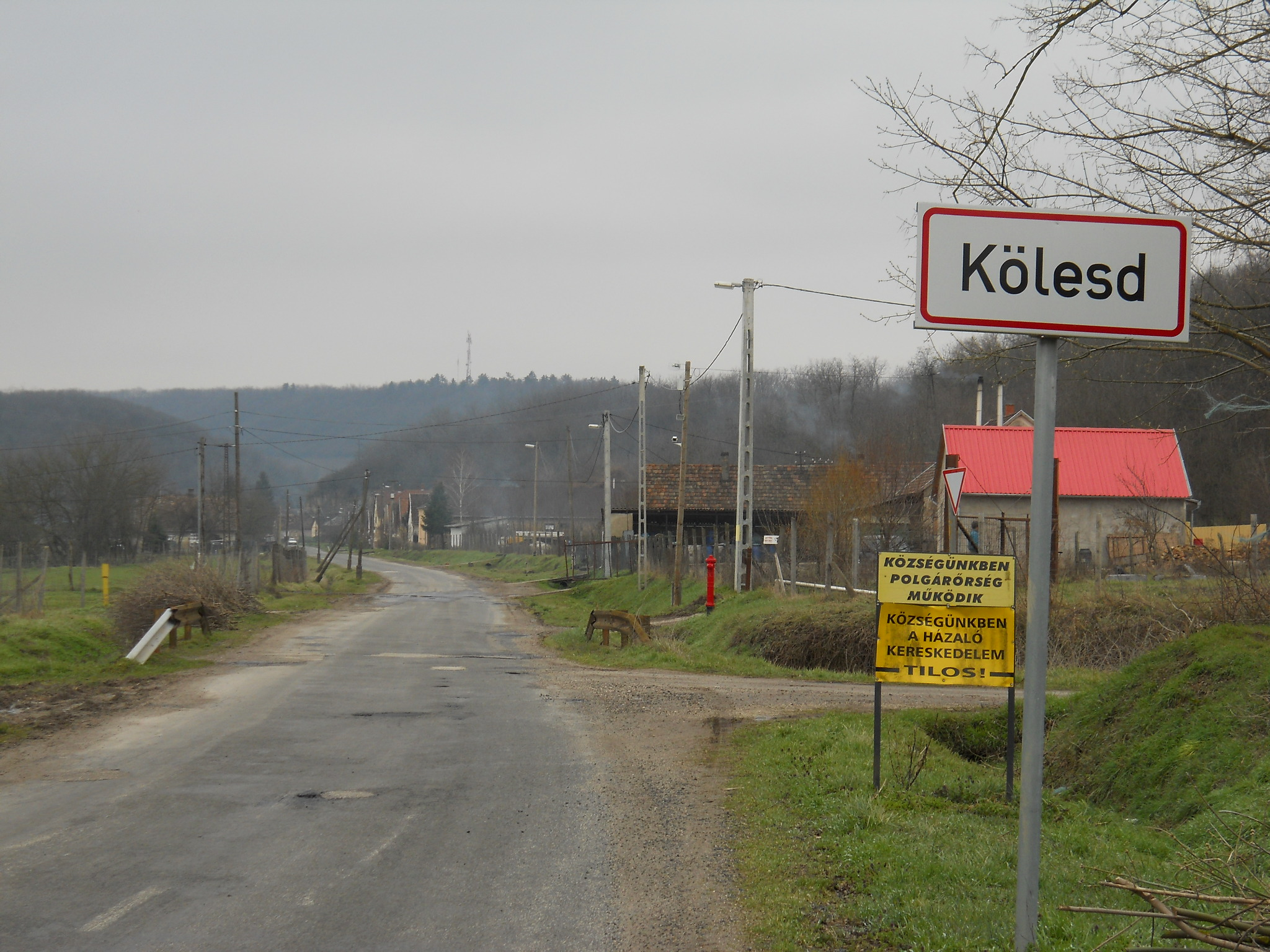
Helységnévtábla
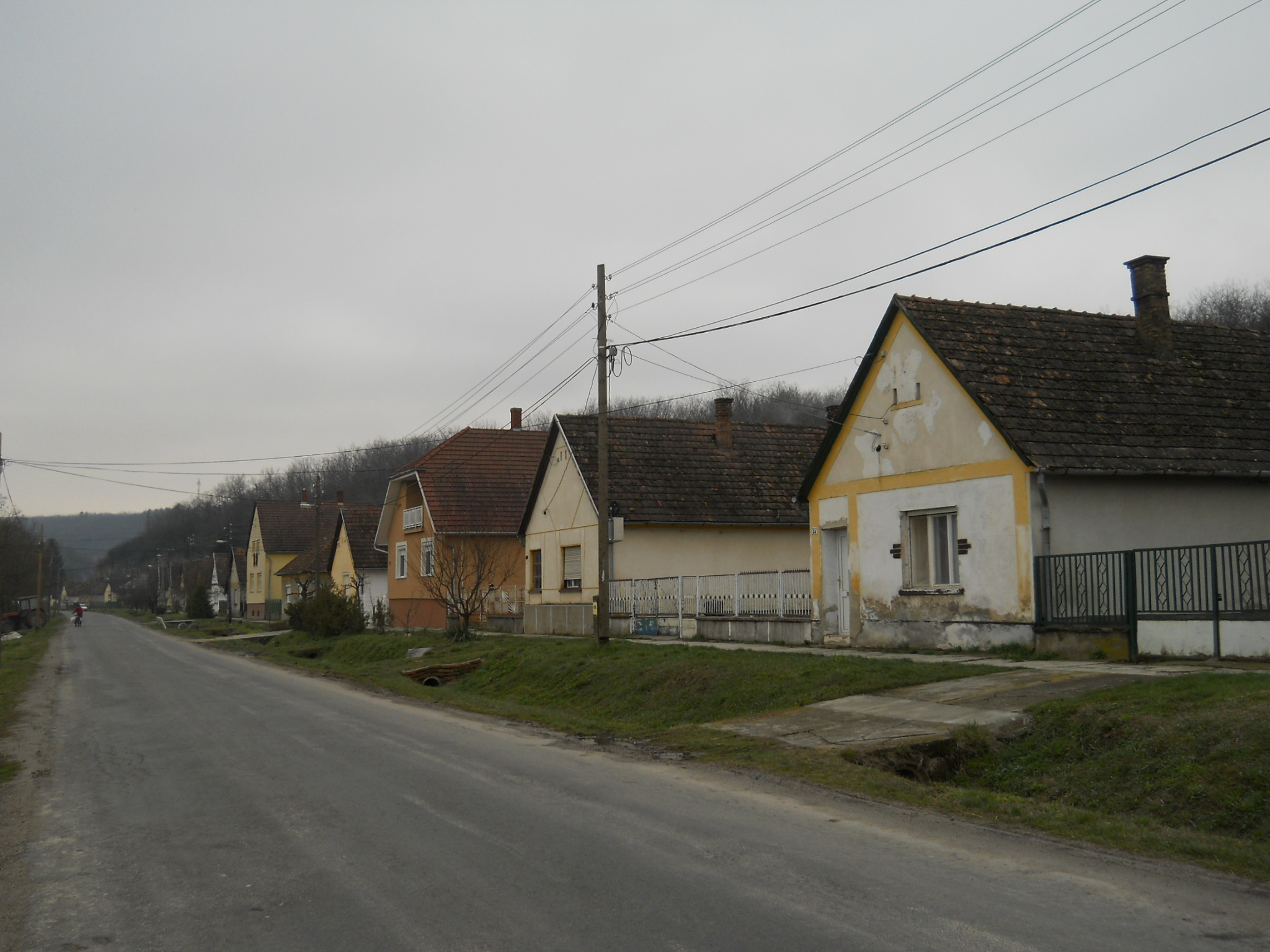
Hajnal utca
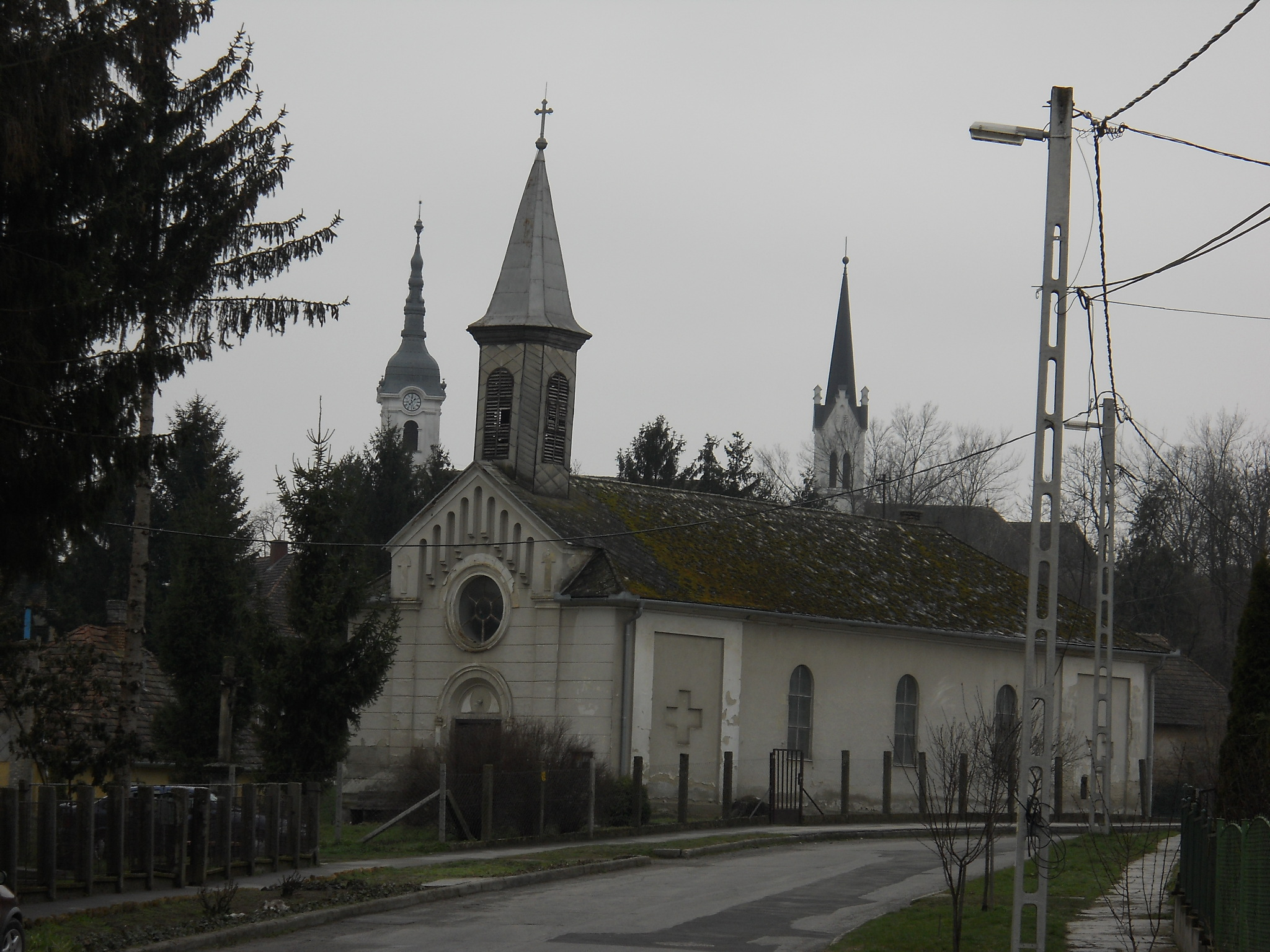
Kölesd három temploma, előtérben a katolikus templom
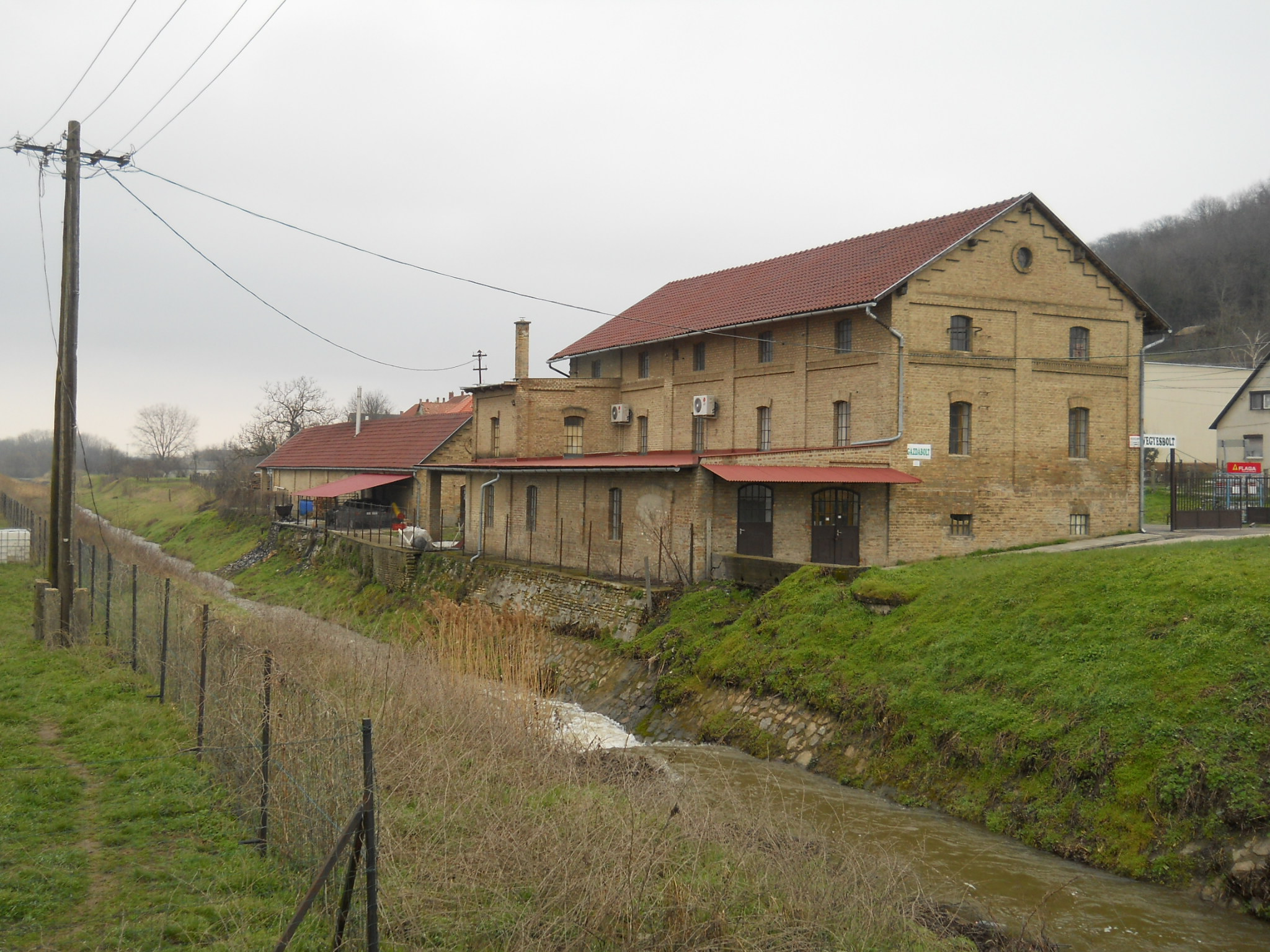
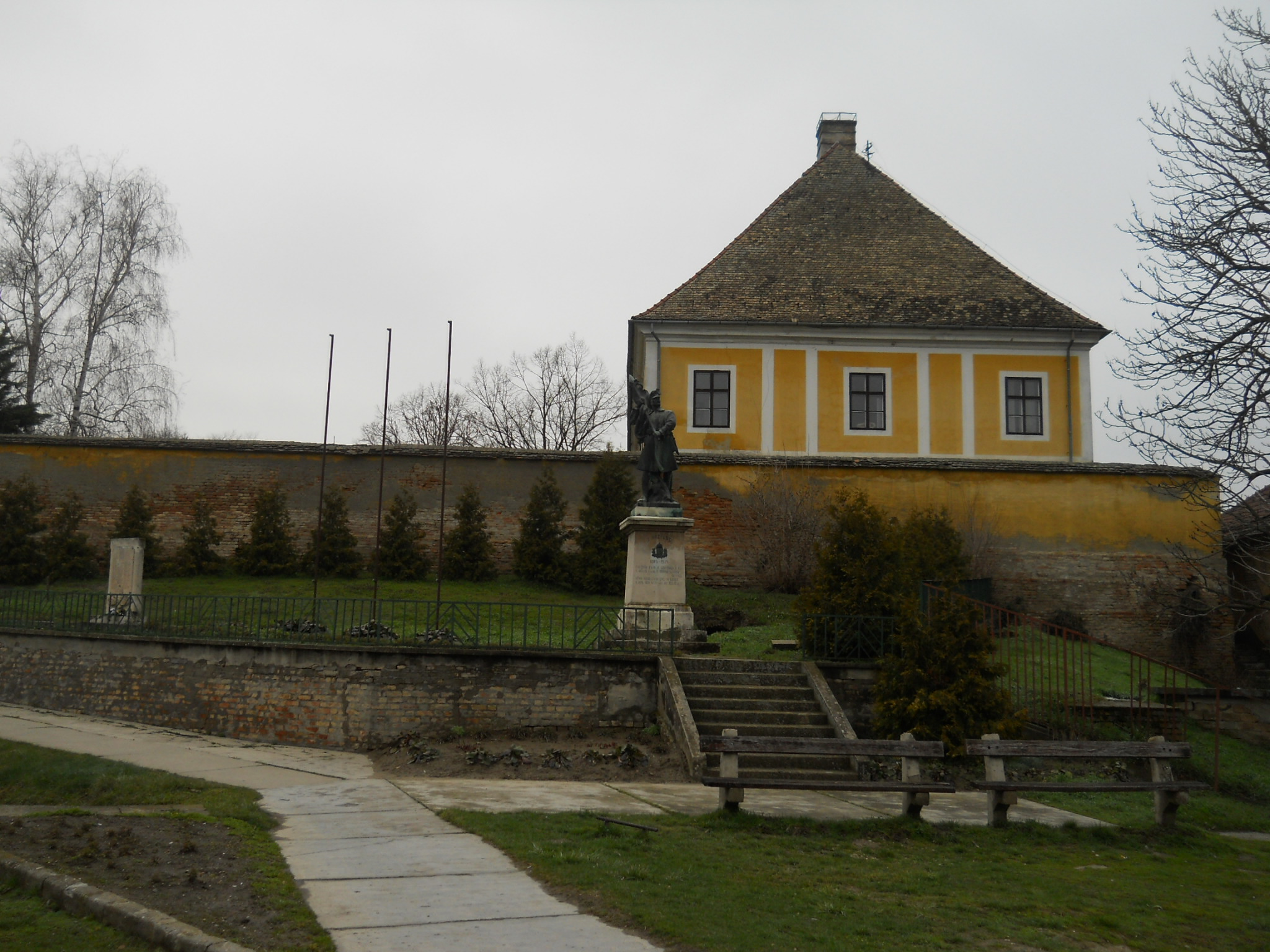
Első világháborús emlékmű
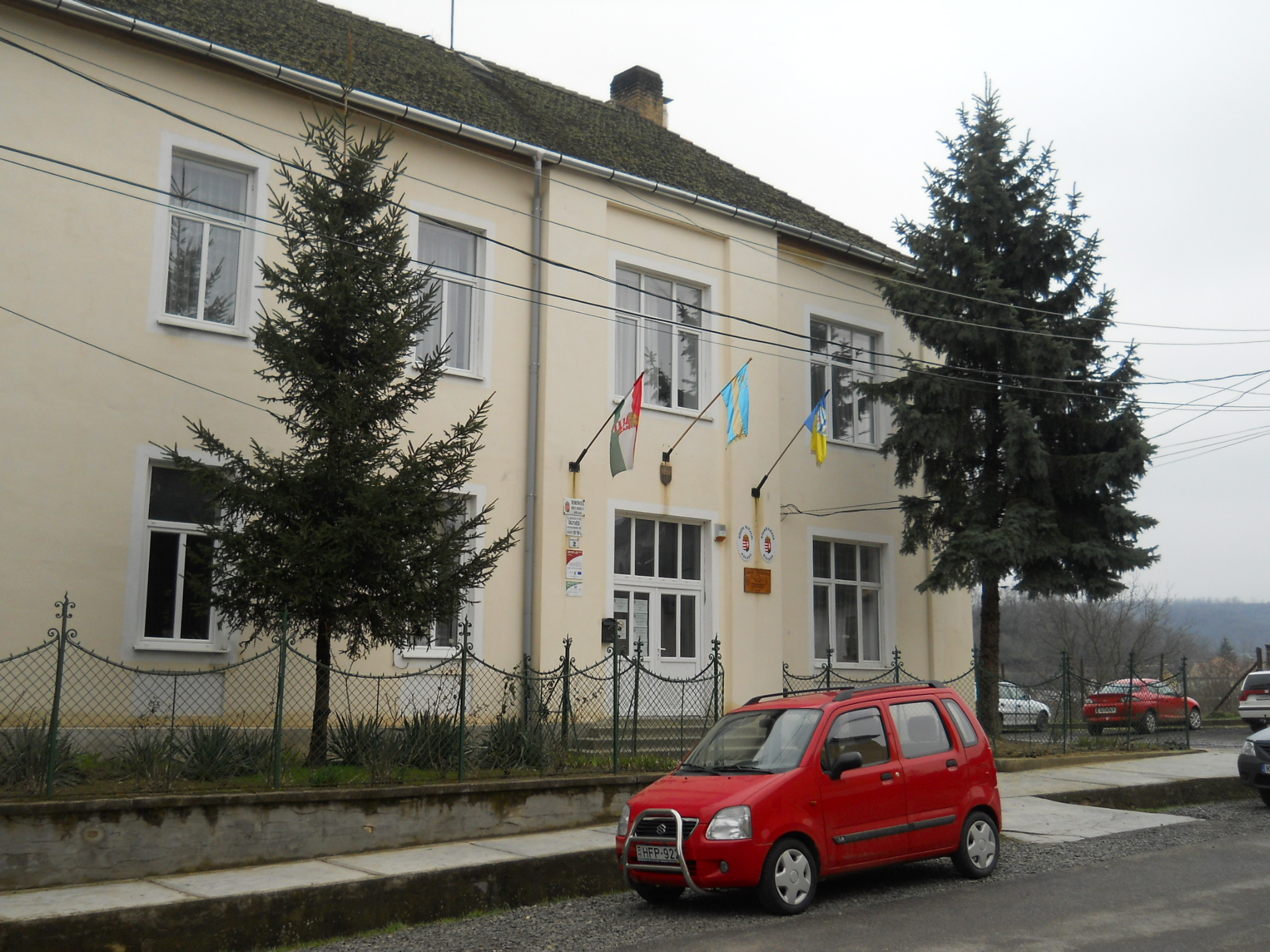
Polgármesteri hivatal
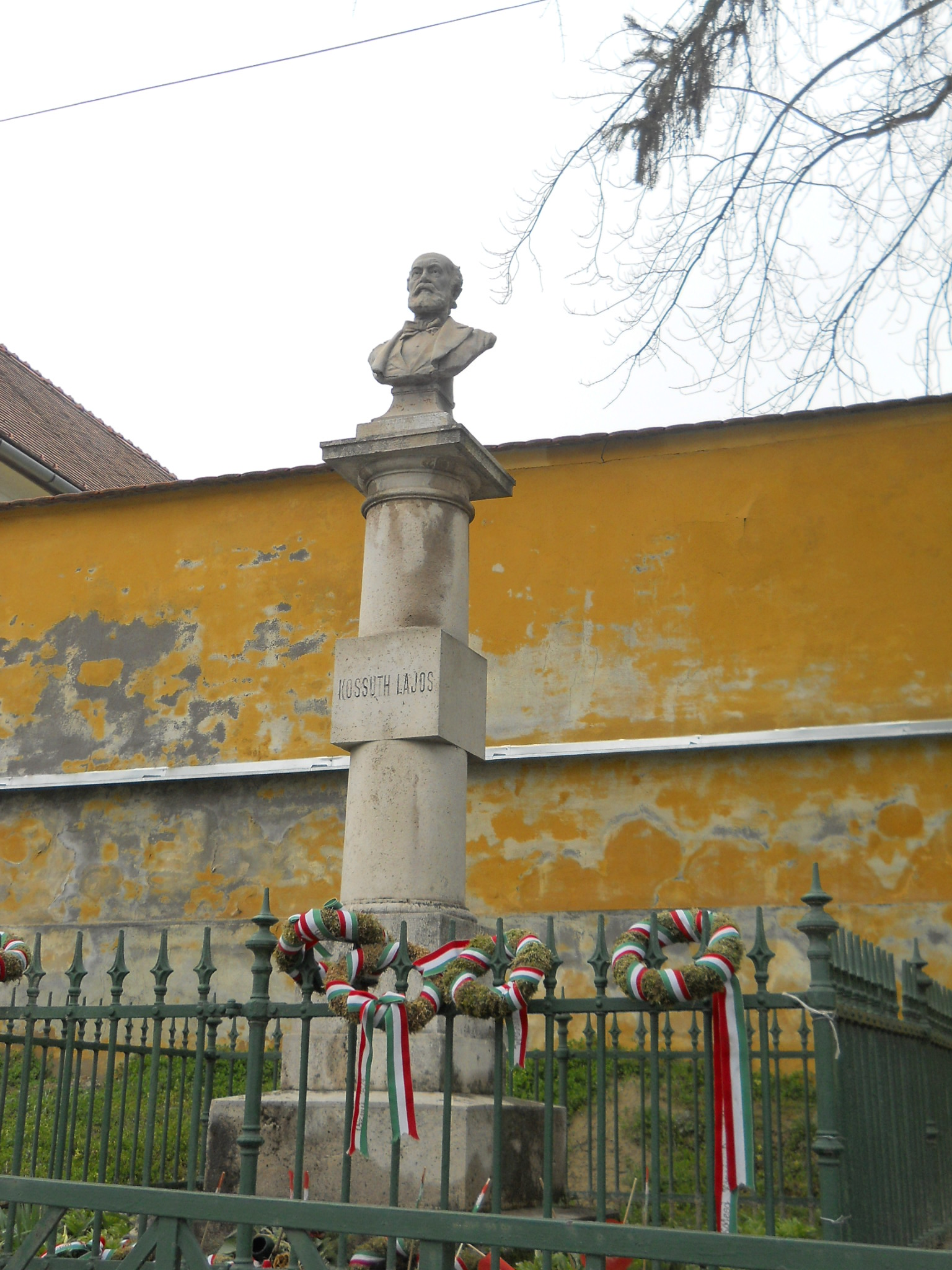
Kossuth Lajos mellszobra
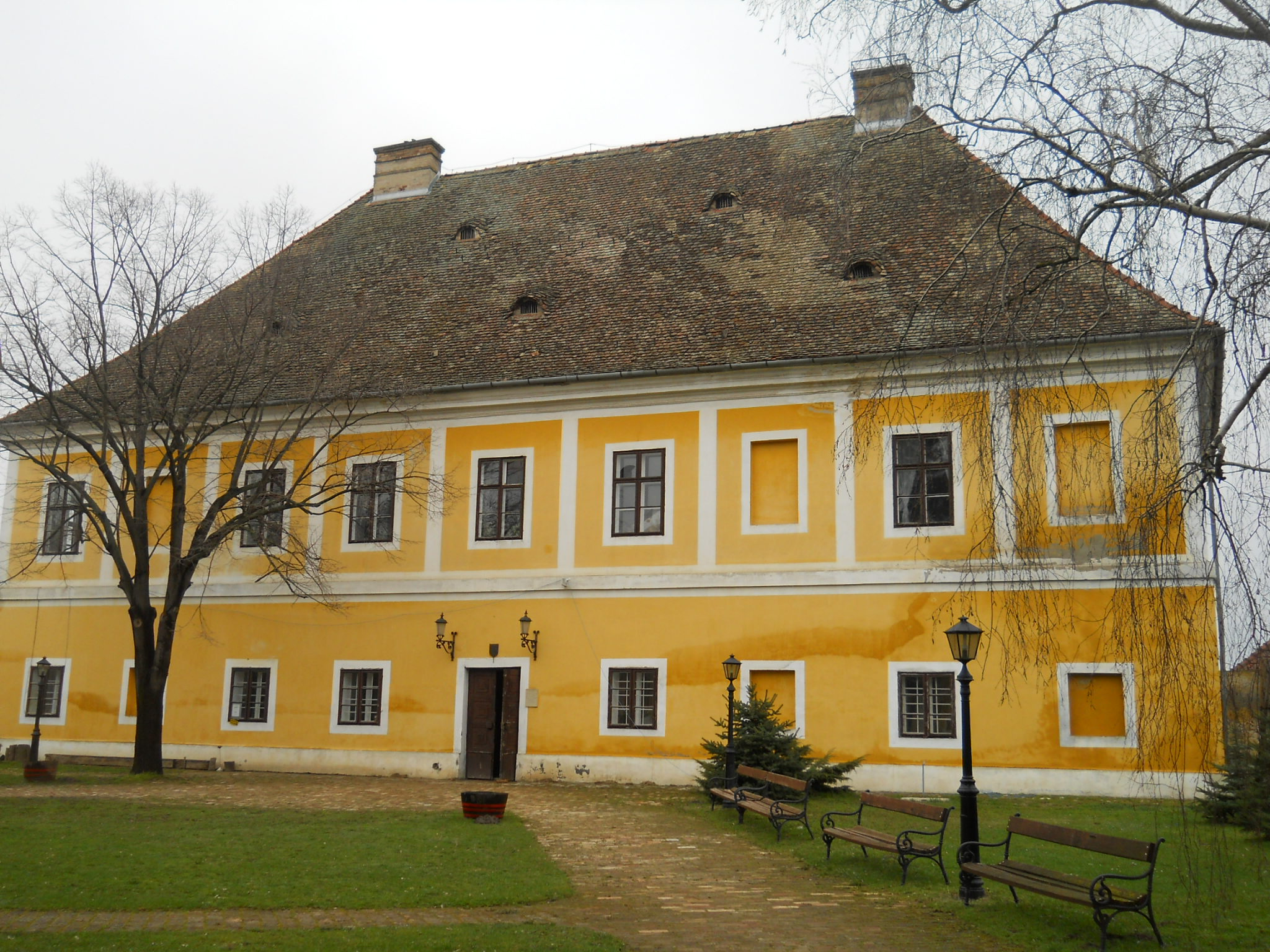
Kismegyeháza
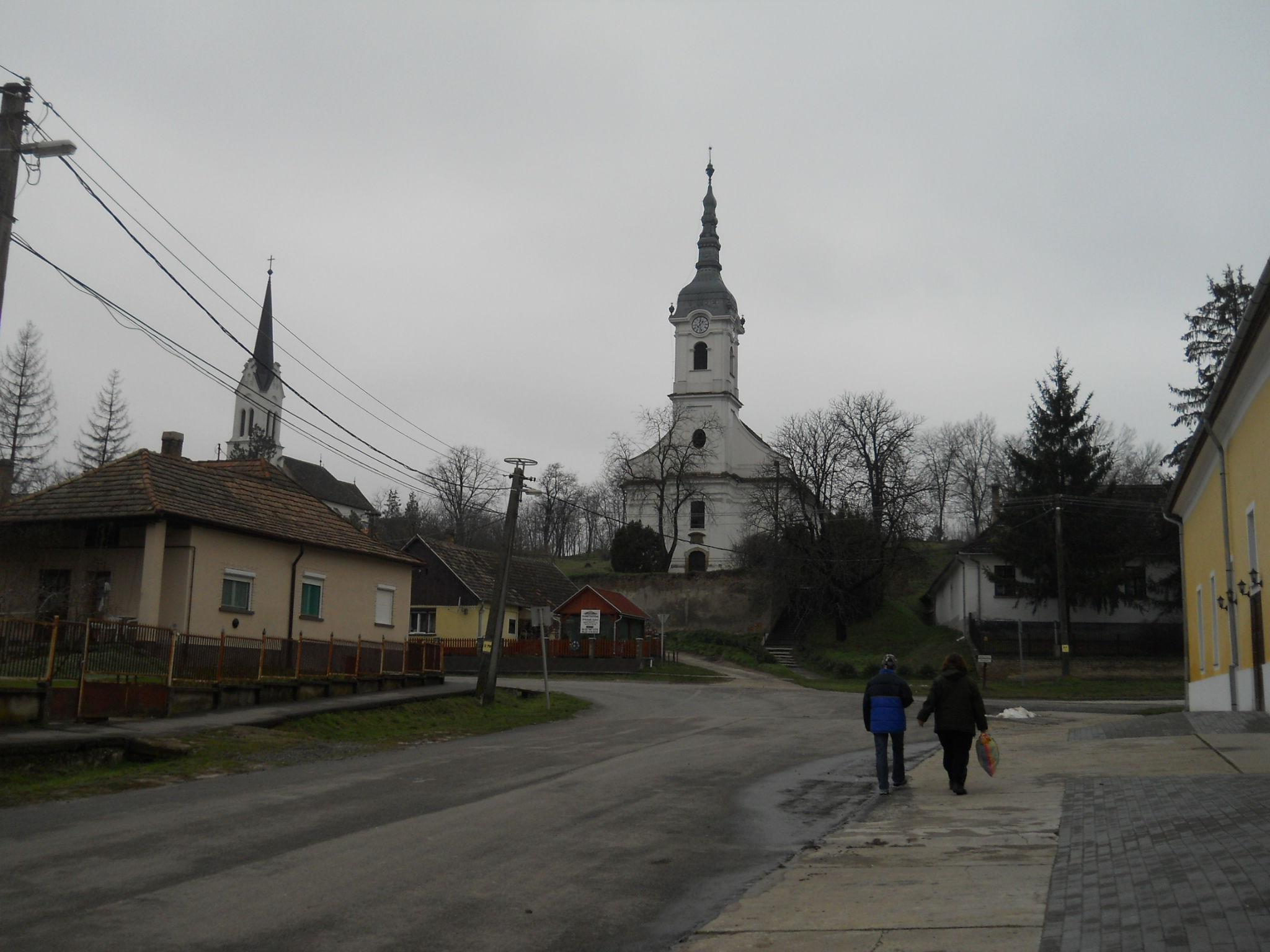
Faluközpont, hátterben a református templom
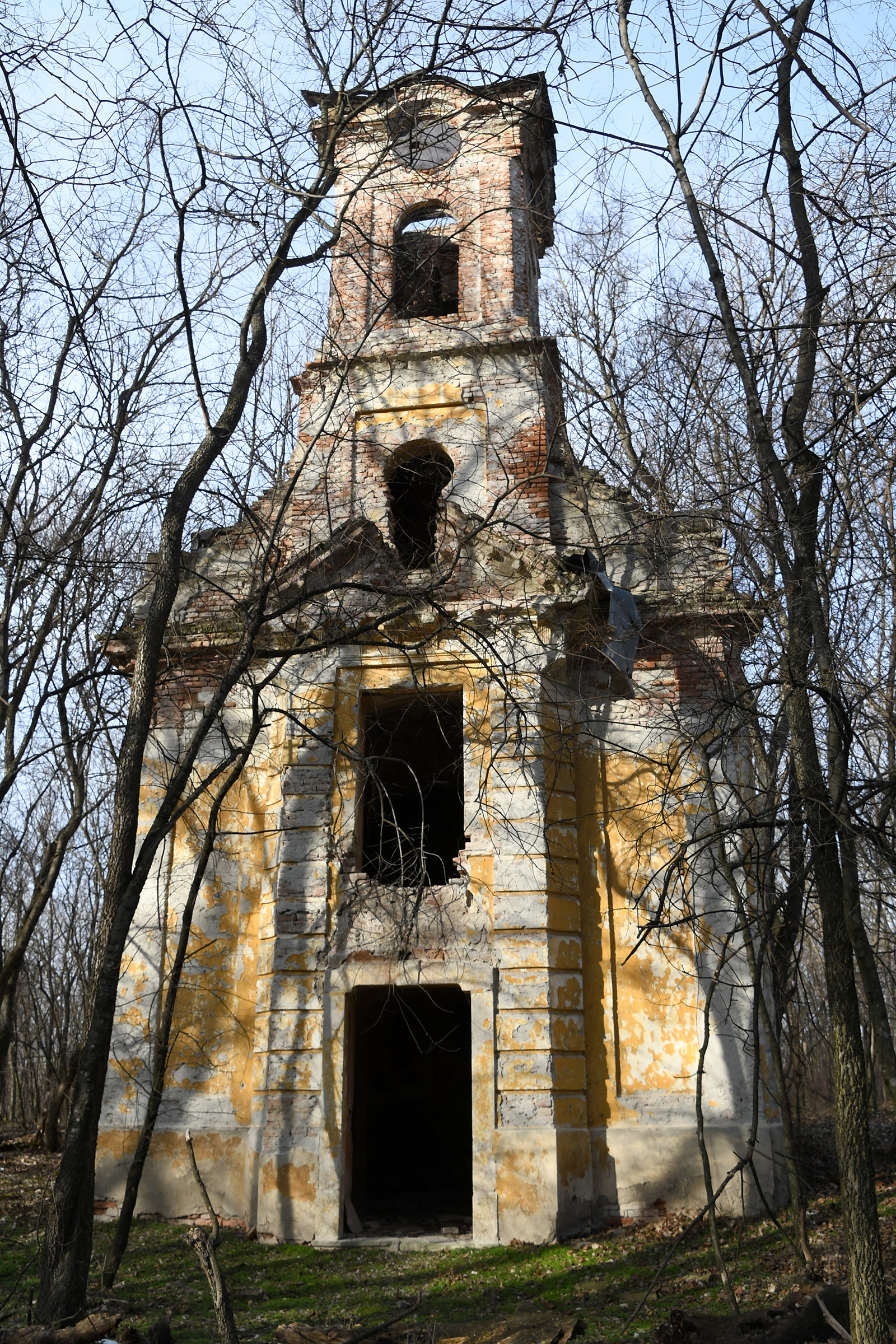
Nepomuki Szent János-kápolna (Kölesd, külterület, Felsőhídvég)

### Borjád

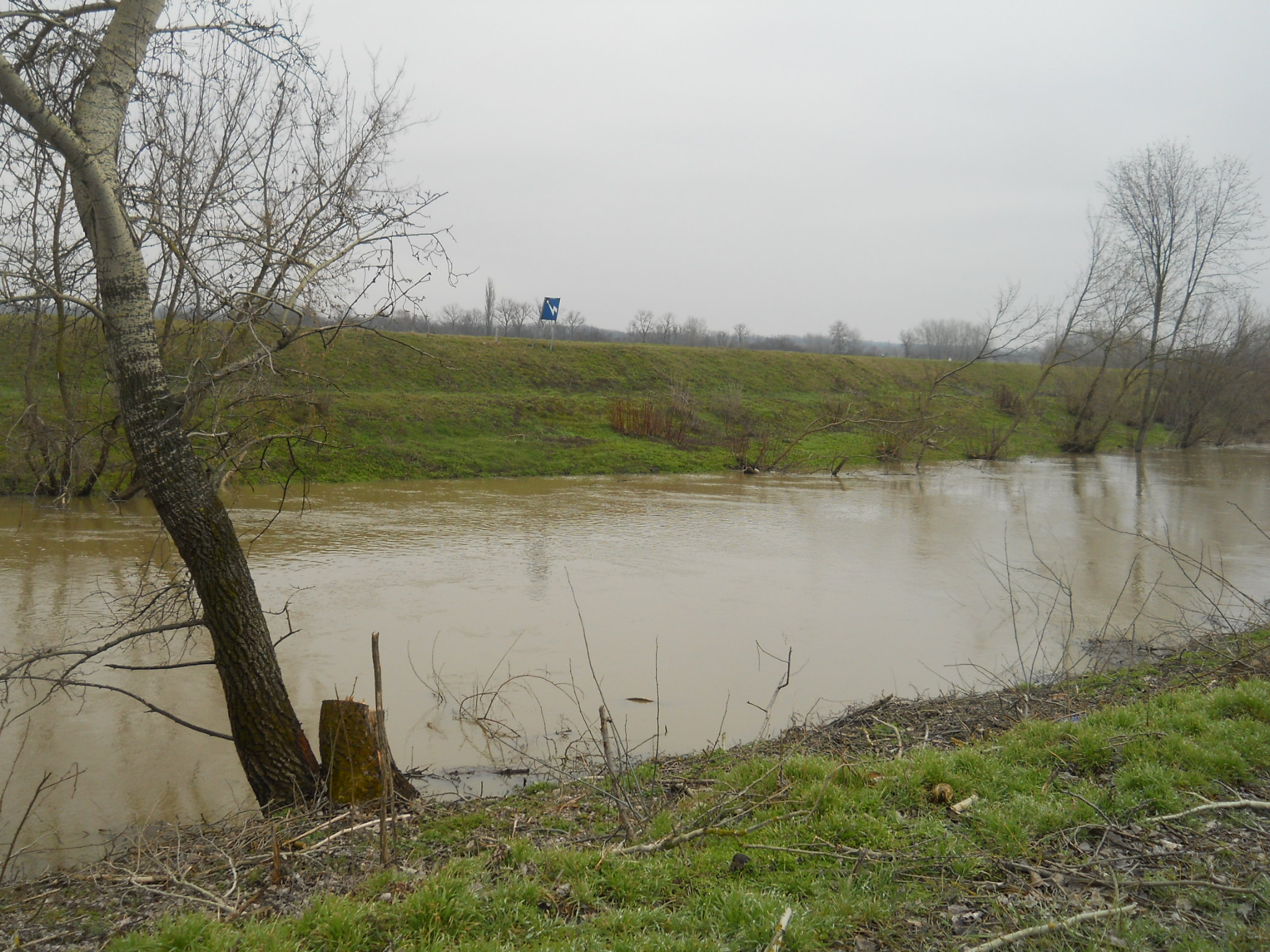
A Sió Borjádnál
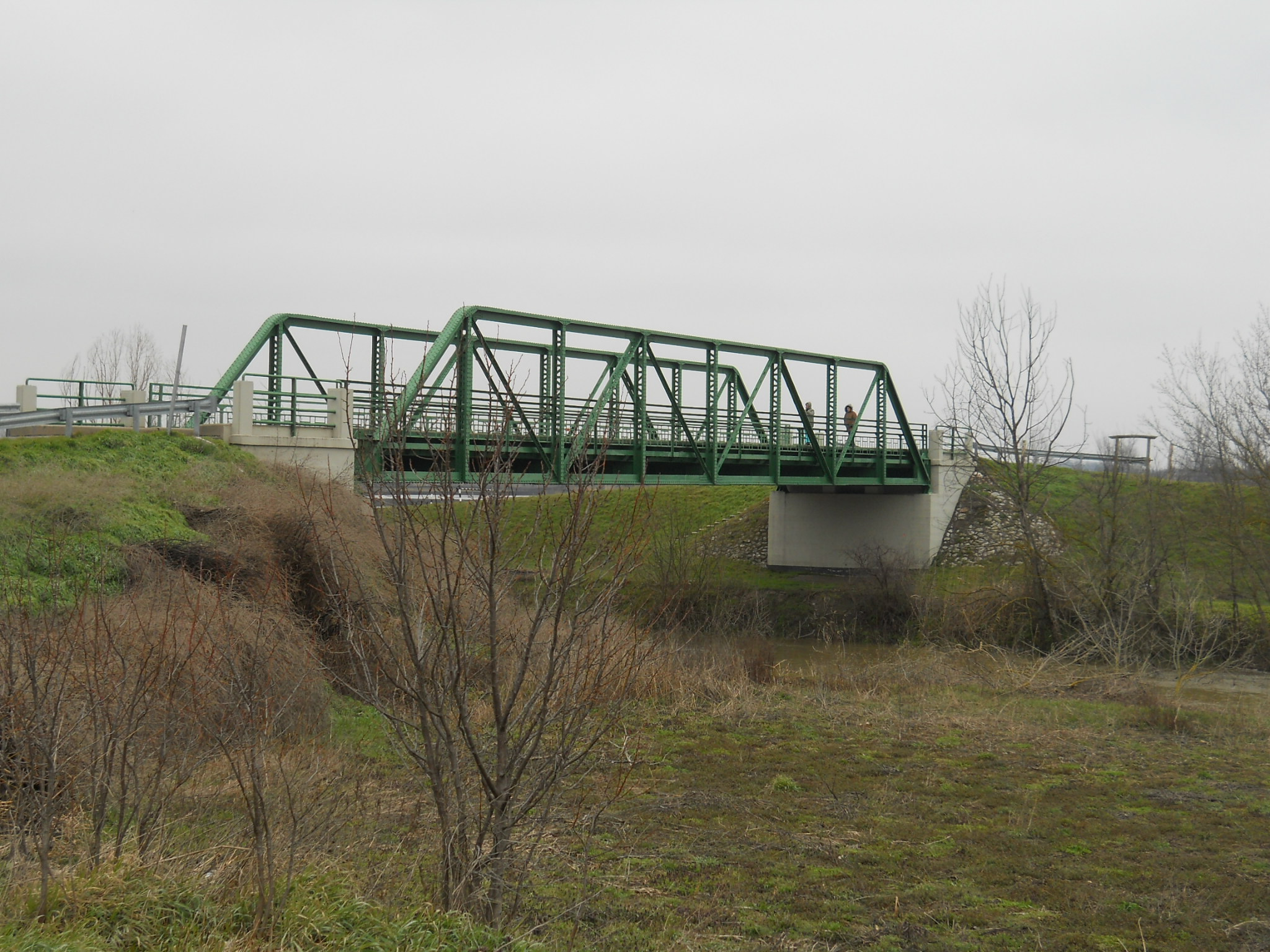
Híd a Sión
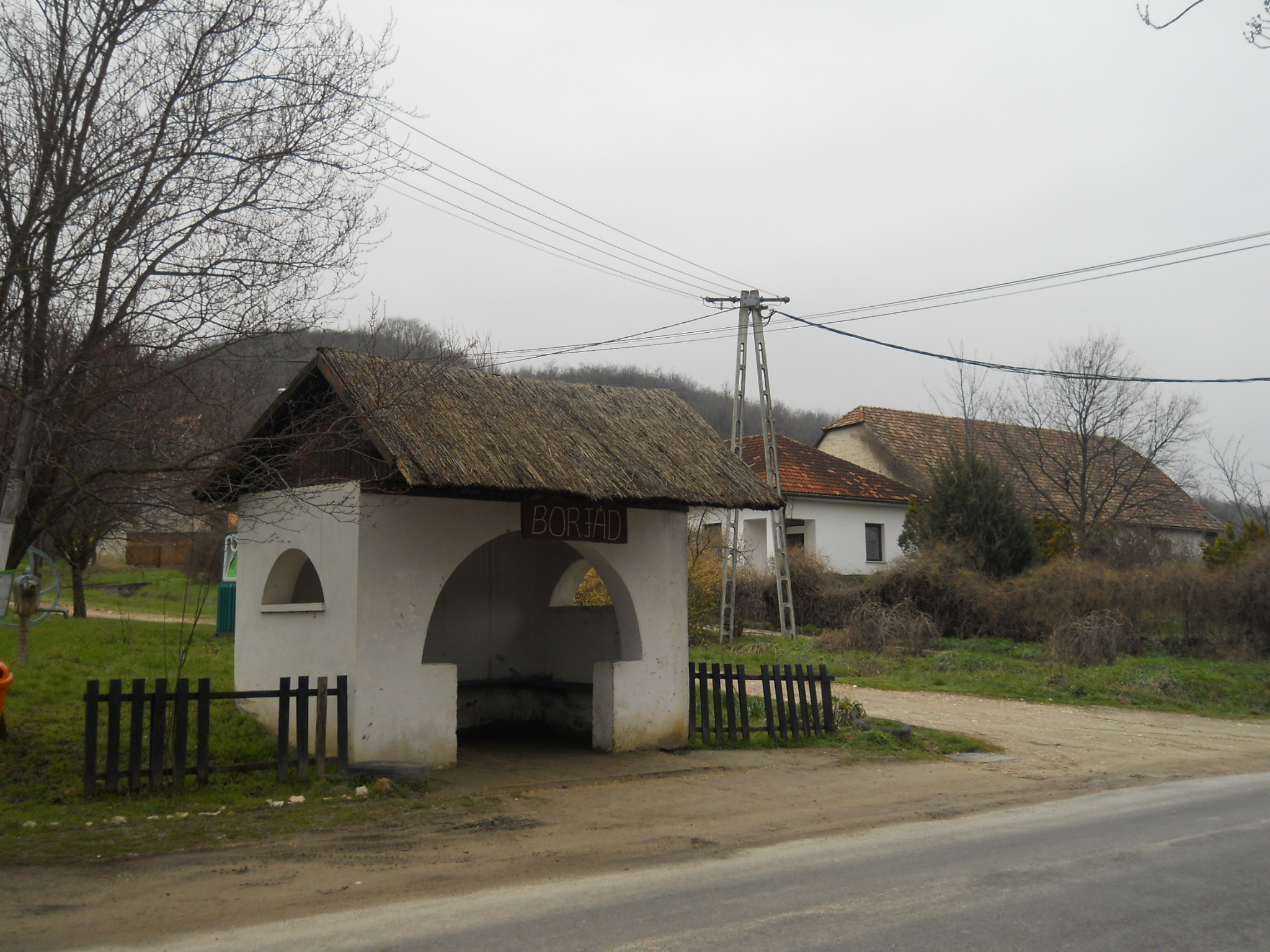
Buszmegálló
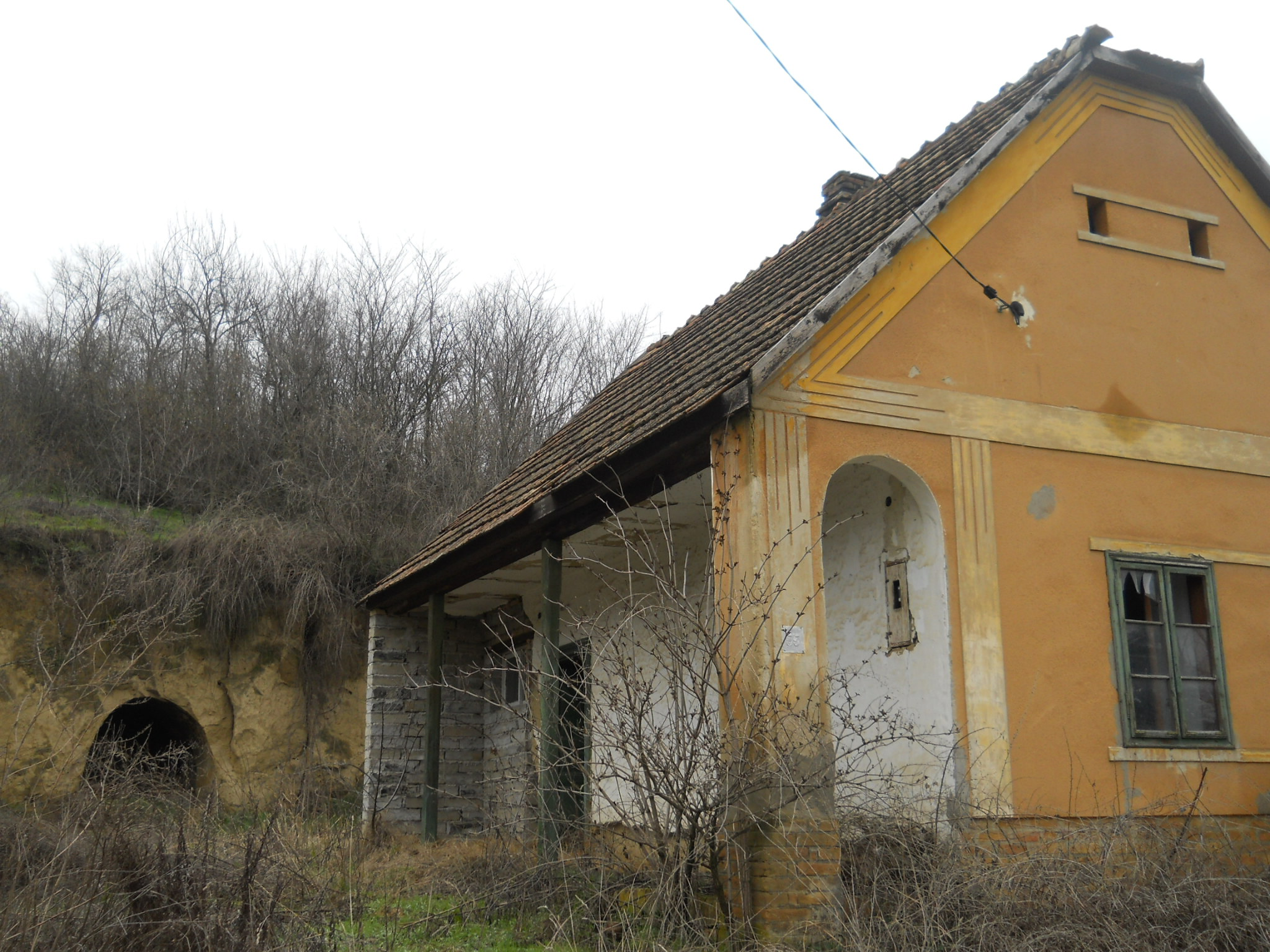
Régi ház a löszfal mögött
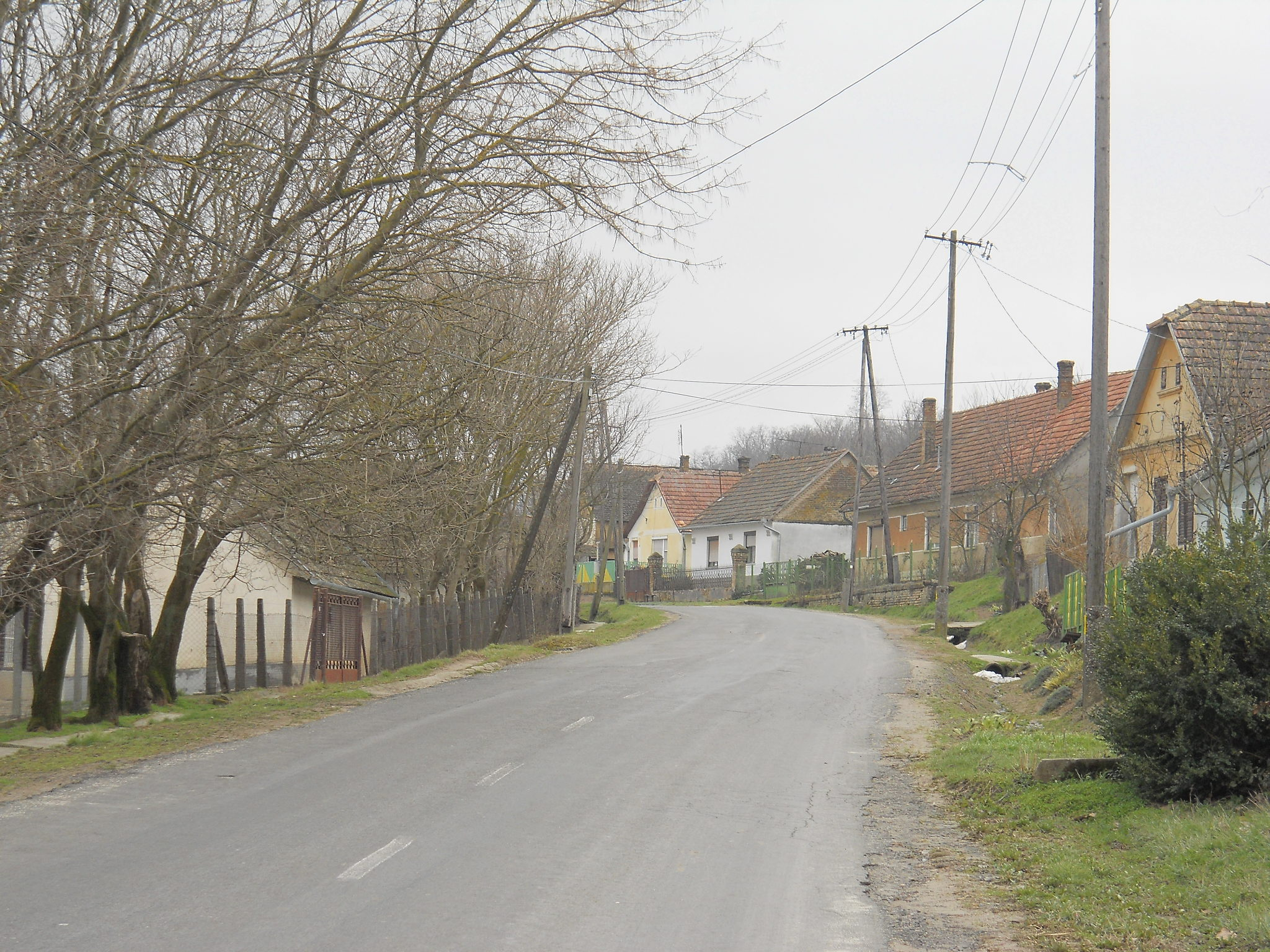
Borjádi utcarészlet
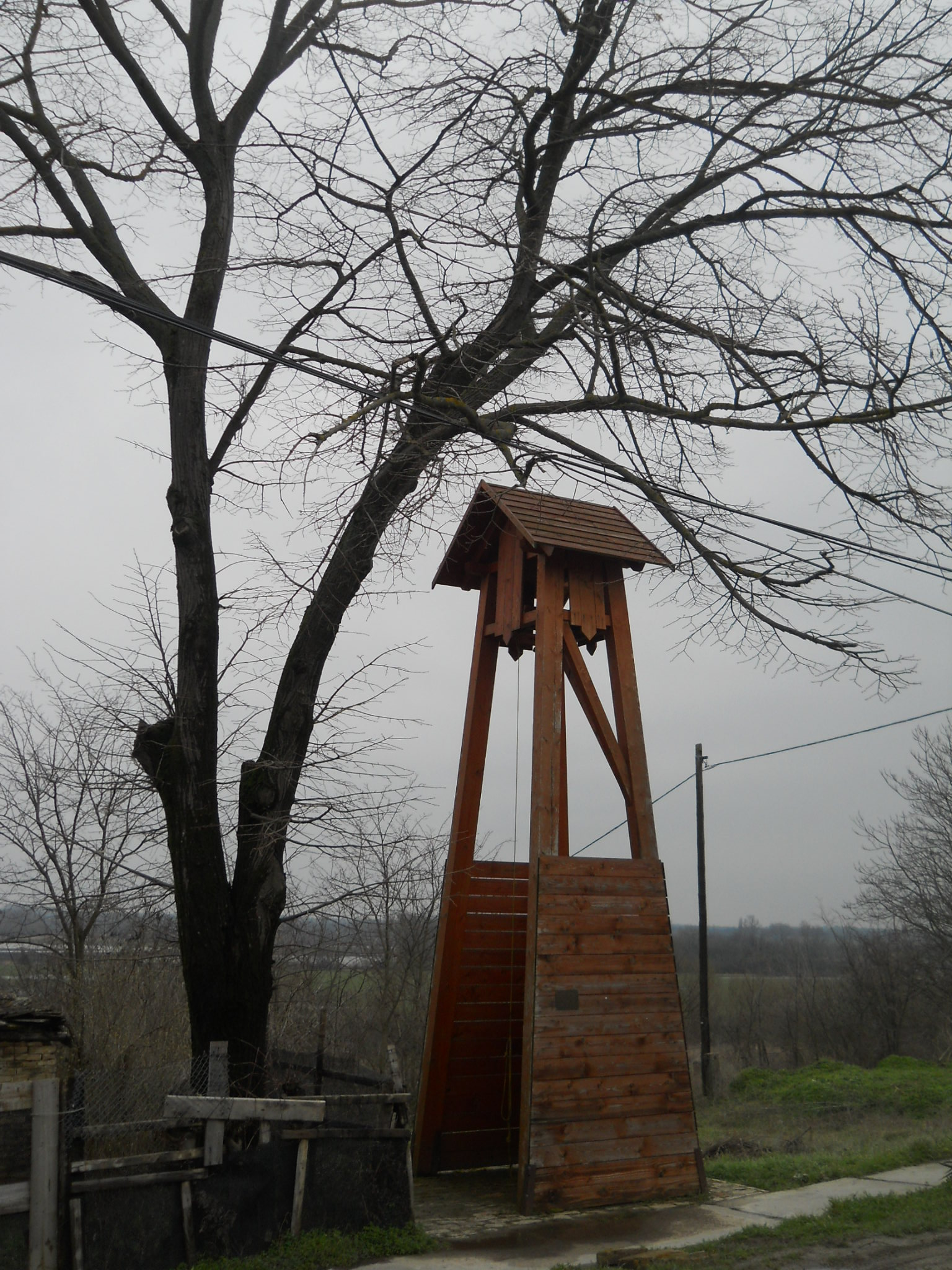
Harangláb
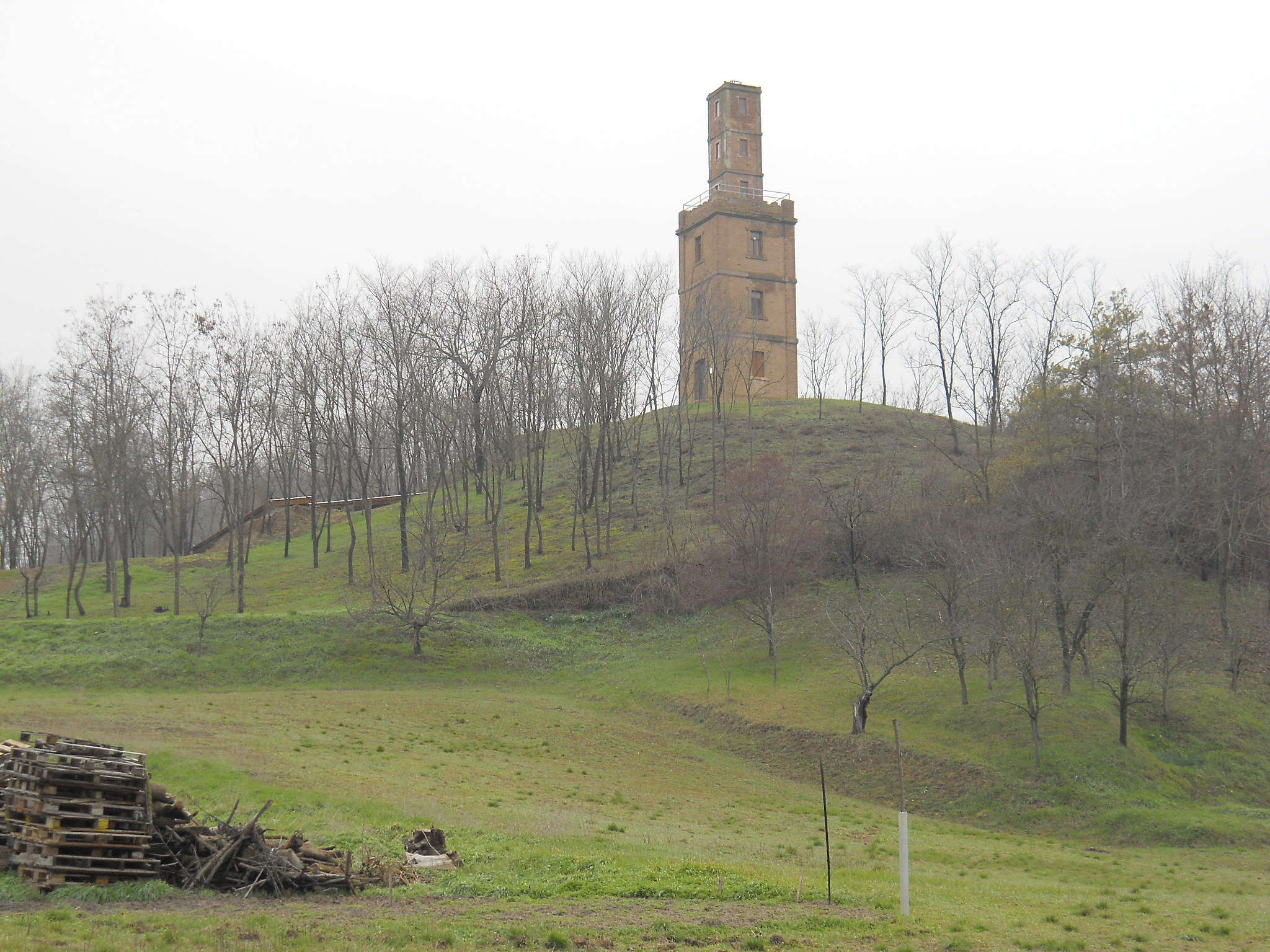
A Söréttorony
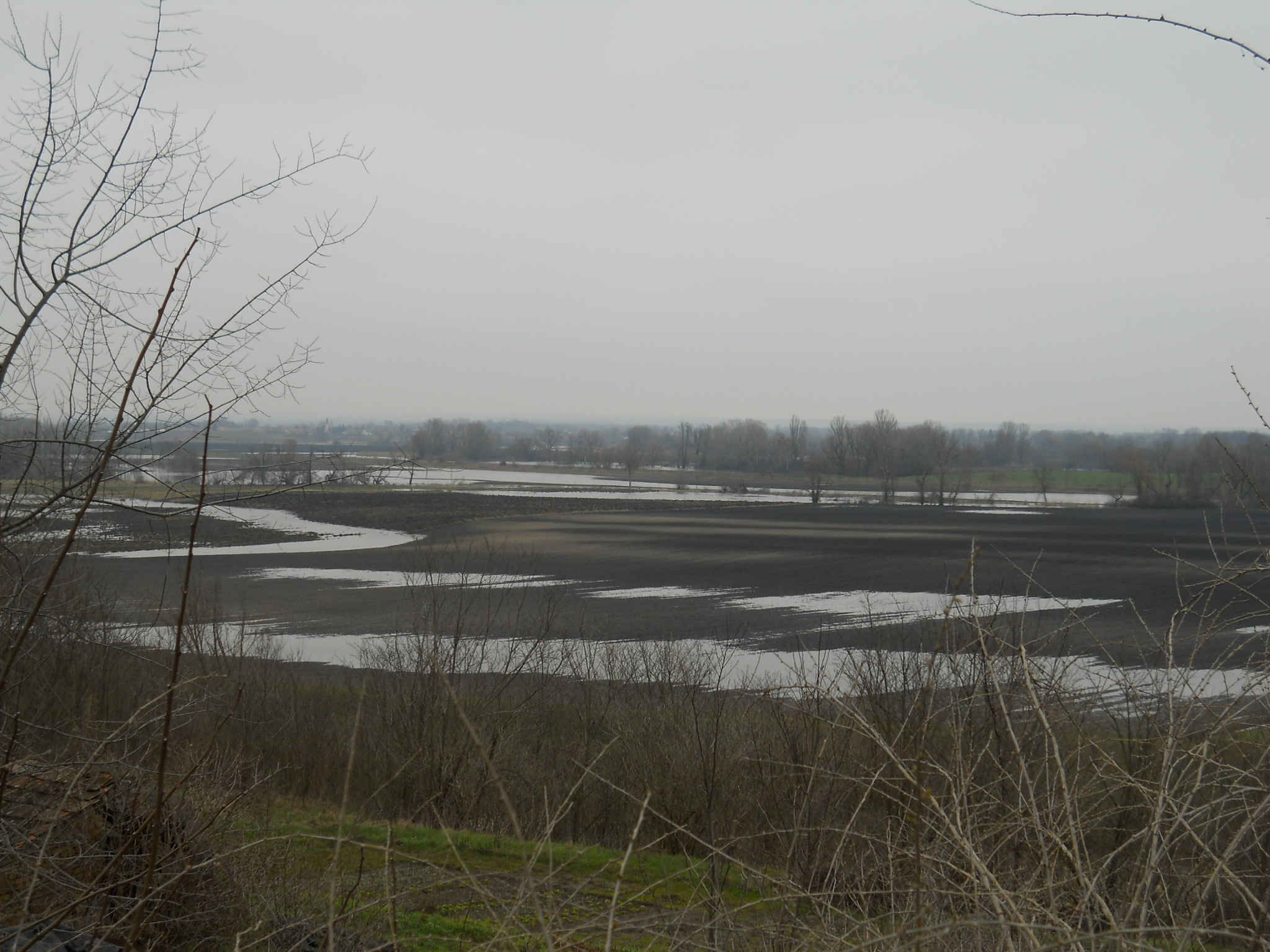
A Sió ártere Borjád és Kölesd között